# Município de Bath (condado de Greene, Ohio)
Localização do Ohio nos E.U.A.
O município de Bath (em inglês: Bath Township) é um município localizado no condado de Greene no estado estadounidense de Ohio. No ano 2010 tinha uma população de 39392 habitantes e uma densidade populacional de 402,02 pessoas por km².

## Geografia
O município de Bath encontra-se localizado nas coordenadas 39° 48′ 40″ N, 84° 01′ 00″ O. Segundo a Departamento do Censo dos Estados Unidos, o município tem uma superfície total de 97.98 km², da qual 96.99 km² correspondem a terra firme e (1.01%) 0.99 km² é água.

## Demografia
Segundo o censo de 2010, tinha 39392 pessoas residindo no município de Bath. A densidade de população era de 402,02 hab./km².